# Grupa Twożywo

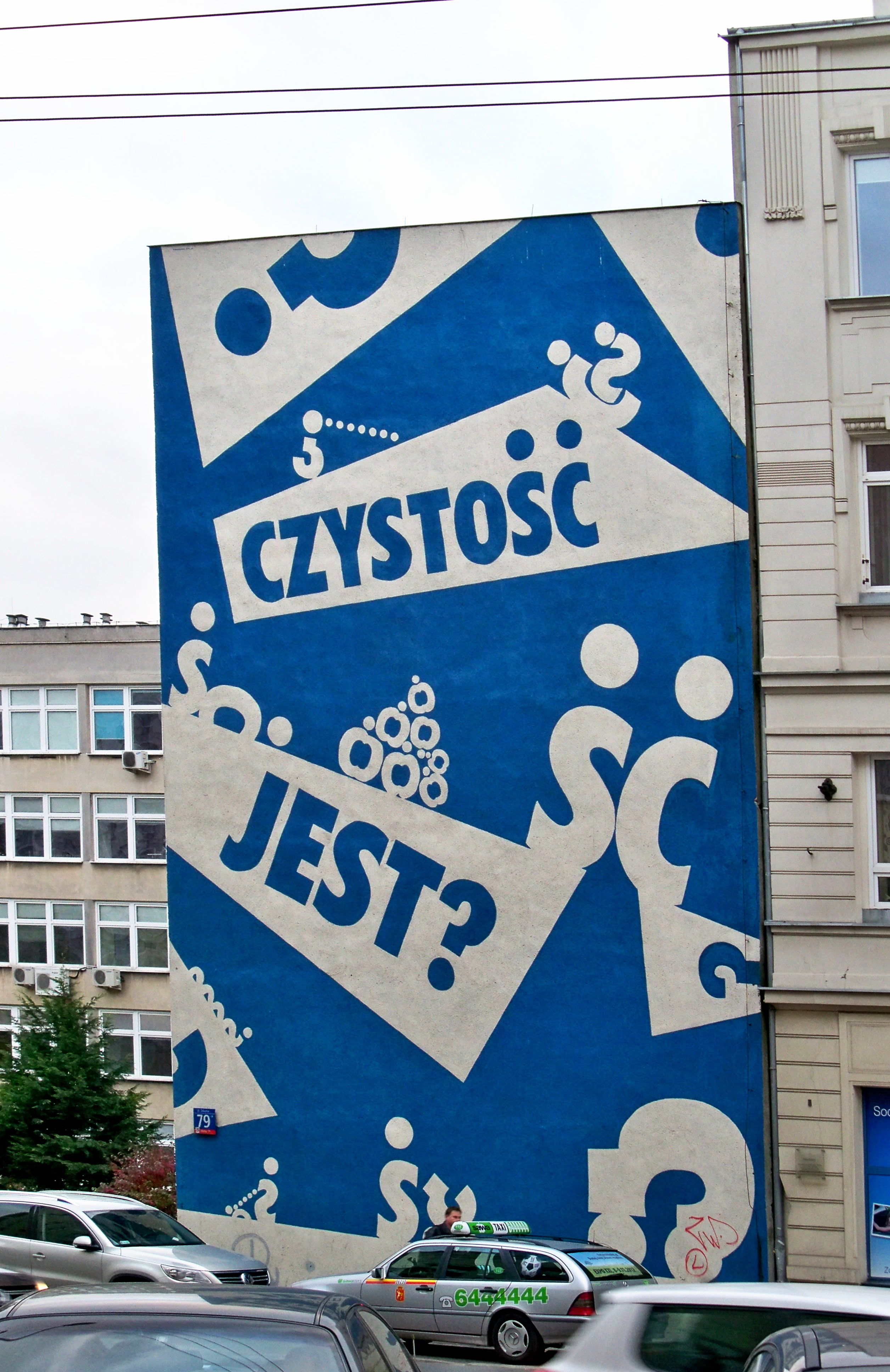
„Czystość jest?” Jeden z murali Grupy Twożywo. Wojewódzka Stacja Sanitarno-Epidemiologiczna w Warszawie.

Twożywo – grupa artystyczna powołana w 1995 roku, pierwotnie pod nazwą Pinokio. W ostatnim, dwuosobowym składzie (Krzysztof Sidorek i Mariusz Libel) jako Grupa Twożywo istniała w latach 1998–2011.
Prace grupy cechuje duża doza zaangażowania w społeczne problemy. Twożywo inspiruje się konstruktywizmem, pop artem, futuryzmem, reklamą, poezją konkretną. Swoje prace z zasady prezentują w przestrzeni publicznej, by z przekazem móc dotrzeć do jak najszerszej grupy odbiorców. Tworzą plakaty, billboardy, murale, ilustracje prasowe i filmy animowane. Rozwijają intensywnie również projekty internetowe (m.in. „Kapitan Europa” – seria przewrotnych animacji krytykujących niepohamowaną konsumpcję), traktując internet jako równie istotny fragment przestrzeni publicznej co miejska ulica.
 Ich prace opierają się na przewrotnych grach słownych i prostej grafice, są zarazem aktualnym komentarzem do rzeczywistości, społecznych emocji i języka pustych politycznych sloganów. Niegdyś byli pionierami naklejek autobusowych (vlepek) i twórczymi kontynuatorami warszawskiego graffiti szablonowego (m.in. legendarny »Antychryst będzie artyst«, »Emanacje słabości«, »Plądrujemy ruiny rzeczywistości«) 
W 2006 Grupa Twożywo została laureatem nagrody Paszport „Polityki” w kategorii sztuki wizualne „za sztukę łączącą w nowatorski sposób słowo z obrazem, za śmiałe wkraczanie ze swymi pracami tam, gdzie sztuka dotychczas nie docierała”.
Z dniem 1 marca 2011 grupa Twożywo skończyła swoją działalność.

## Członkowie grupy
- Mariusz Libel (ur. 1978)
- Krzysztof Sidorek (ur. 1976)